# 우두 (질병)

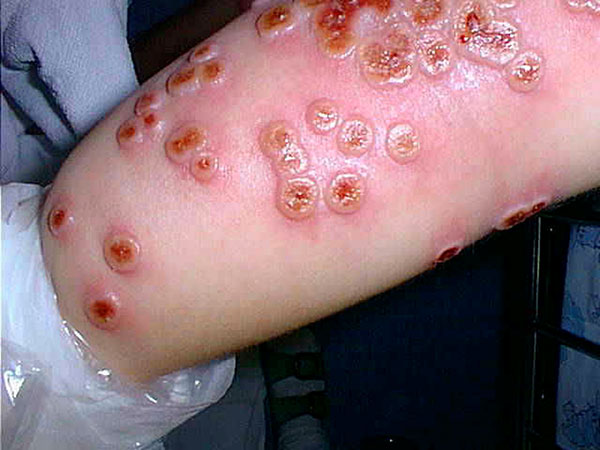
우두에 걸린 팔

우두(牛痘, 영어: cowpox)는 DNA 바이러스의 일종으로 고양이, 사람, 소 등 다양한 동물을 숙주로한다. 흔히 사람에게 생기는 천연두를 예방하기 위해서 소에서 뽑아낸 면역 물질을 가리킨다. 이 바이러스는 인수공통감염병인 우두병을 일으킨다. 우두는 여드름, 물집 등을 유발시킨다. 이 질병의 전이는 감염된 젖소의 젖통에 손이 닿아서 농포가 발달한 손에서부터 관찰되었다. 우두는 설치류 같은 소 외의 동물에서 더 잘 발견된다. 우두는 전염성이 높고 치명적인 천연두와 유사하지만, 훨씬 약하다. 이런 특징을 에드워드 제너가 관찰하고, 천연두 백신을 만들게 된 계기가 되었다.
1796년, 에드워드 제너가 사용한 백신(vaccine)이라는 단어는 라틴어 젖소(vaccinus)에서 유래한 것이다. 한번 우두를 이용한 접종을 받으면 환자는 우두에 면역이 있는 항체를 생성하는데, 그 항체가 천연두 바이러스에 대하여도 똑같은 면역을 가진다. 세계보건기구는 1980년에 천연두의 박멸을 선언했다. 천연두 예방 접종법이 발견된이후 약 200년만에 일로, 이로써 천연두는 전 세계적 예방 접종으로 인류가 몰아낸 최초의 감염병이라고 이야기할 수 있게 되었다.

## 우두의 유전정보
우두 바이러스에는 약 187개의 유전자 정보가 들어 있는 1억 8천 6백개의 DNA 염기쌍이 들어 있다. 이래서 천연두가 가장 복잡한 바이러스 중에 하나라고 알려져 있다. 이 유전자 중 약 100개는 인간 면역 시스템을 규명하는데 잘 사용되고 있다. 이 유전자 정보로 인해서 천연두가 왜 치명적인지를 연구할 수 있다. 천연두 백신 접종에는 현재 천연두 백신에 사용되는 우두 바이러스와는 다른 것으로 야생에서 발견된 바이러스를 사용하고 있다.

## 우두 발견 역사

### 인두법
인두법(영어: variolation)은 천연두에 면역을 얻기 위해서 시행하는 접종법의 일종이다.
- 인류 기록의 최초의 시도는 15세기 중국에서 시행된 것으로 보고 있다. 중국 기록에는 16, 17세기에 걸쳐 다양한 인두법 적용 기술이 기록되어 있다.[8]
- 인도를 통해서 소아시아로 전파된 것으로 알려져 있다.[9]
- 소아시아 최초의 문헌 기록은 1710년경 오스만 제국의 의사 자코모 필라리니에 의한 것이다.
- 1718년 메리 워틀리 몬태규는 오스만 제국에서 머물면서 인두법을 자세히 관찰하고 잉글랜드로 돌아가서 시술을 진행하였다.[10]
- 1721년 보스턴에서 수백명에게 인두법을 시술한 기록이 있다.

### 종두법
에드워드 제너는 소의 젖을 짜는 여성이 천연두에 걸리지 않는다는 것을 알고 있었다. 그래서 천연두와 비슷하지만 덜 치명적인 질환인 우두를 경험한 사람으로부터 채취한 고름이 천연두를 막을 수 있다는 가정을 세웠다. 젖소의 유방에 궤양이 생기는 질환인 우두에 걸렸던 사람은 천연두에 걸리지 않은 것에 착안하여 천연두의 백신을 만들어 냈다.1796년에 8세 소년에게 우두를 앓는 사람의 고름을 주입하는 방법을 시험했다. 이 소년은 접종 이후 미열이 발생했는데 본격적인 감염이 일어나지 않고 수일 뒤에 건강을 되찾았으며 나중에 다시 시험했을 때도 감염 징후가 나타나지 않았다.